# Vittoria Panizzon
Vittoria Ippolita Panizzon (Roma, 14 de septiembre de 1983) es una jinete italiana que compitió en la modalidad de concurso completo.
Ganó dos medallas de bronce en el Campeonato Europeo de Concurso Completo, en los años 2007 y 2017. Participó en dos Juegos Olímpicos de Verano, en los años 2008 y 2012, ocupando el sexto lugar en Pekín 2008, en la prueba por equipos.

## Palmarés internacional
| Campeonato Europeo | Campeonato Europeo          | Campeonato Europeo | Campeonato Europeo |
| Año                | Lugar                       | Medalla            | Categoría          |
| ------------------ | --------------------------- | ------------------ | ------------------ |
| 2007               | Pratoni del Vivaro (Italia) | Medalla de bronce  | Por equipos        |
| 2017               | Strzegom (Polonia)          | Medalla de bronce  | Por equipos        |